# Cătălin Micula
Cătălin Micula (n. 20 ianuarie 1968, Beiuș, Bihor, România) este un politician român, fost deputat în Parlamentul României în legislaturile 2000-2004 și 2004-2008, ales pe listele PNL. În legislatura 2000-2004, Cătălin Micula a fost membru în grupurile parlamentare de prietenie cu Republica Islamică Pakistan, Republica Federativă a Braziliei, Republica Socialistă Vietnam și Federația Rusă. În legislatura 2004-2008, Cătălin Micula a fost membru în grupurile parlamentare de prietenie cu Federația Rusă, Republica Elenă, Republica Slovacă și Republica Serbia.  